# نبرد آزینکورت
نبرد آزینکورت (انگلیسی: Battle of Agincourt) یا آجینکورت و همچنین آژینکورت یک جنگ بزرگ از سری جنگ‌های موسوم به جنگ‌های صد ساله می‌باشد که با پیروزی انگلستان همراه بود، نبرد در روز جمعه به سال ۲۵ اکتبر ۱۴۱۵ که روز سنت کریسپین بود و در نزدیکی آزینکورت در شمال فرانسه درگرفت، پیروزی هنری پنجم در آزینکورت، در برابر ارتشِ از لحاظ عددی برتر نیروی فرانسه، باعث فلج شدن نیروی نظامی فرانسه و یک دورهٔ جدید در جنگ گردید که در طی آن هنری پنجم با دختر پادشاه فرانسه ازدواج کرد و فرزند آنها، بعدها با عنوان هنری ششم انگلستان و هنری دوم فرانسه وارث تاج و تخت فرانسه و انگلستان شد.

## نگارخانه

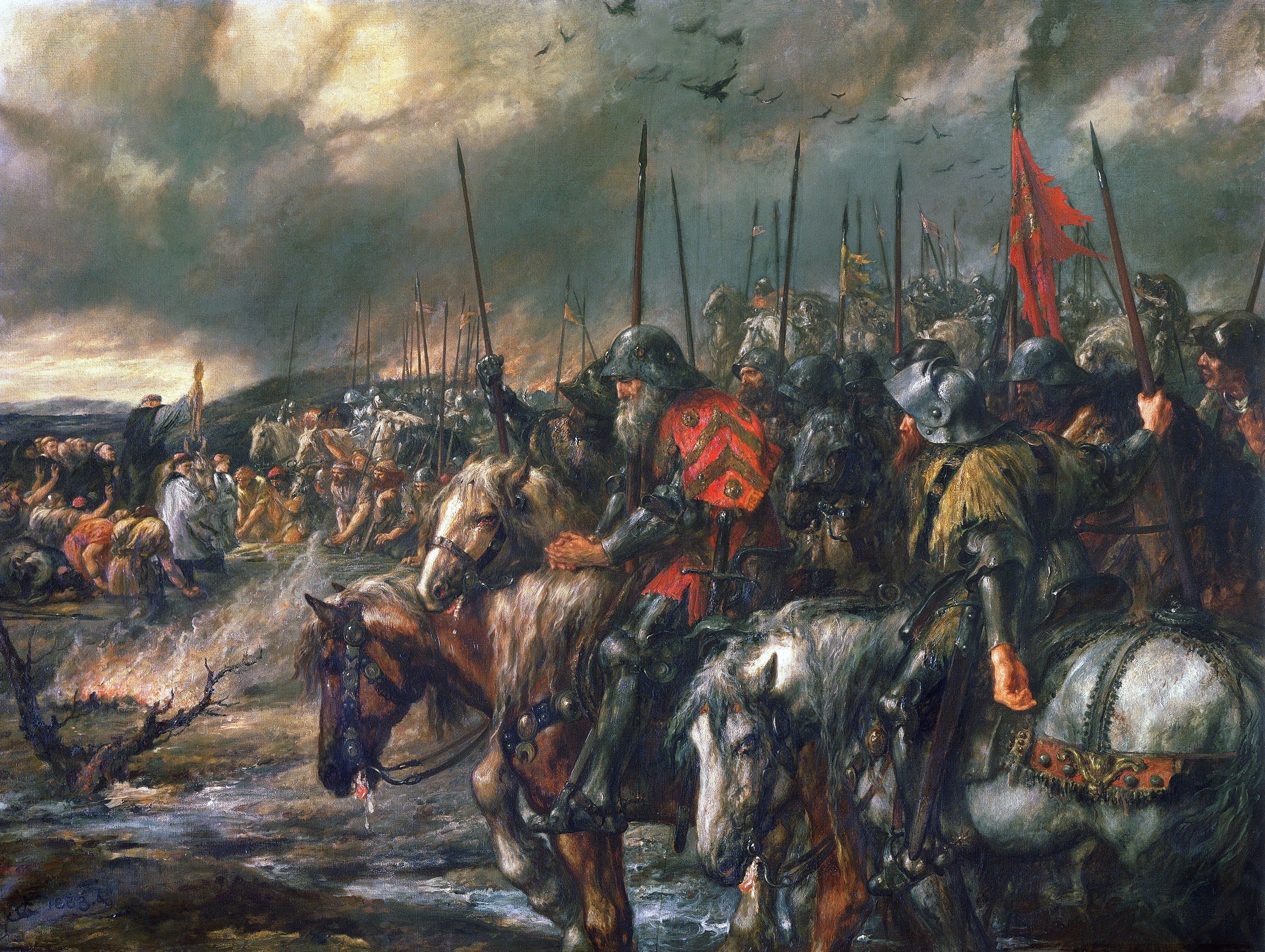
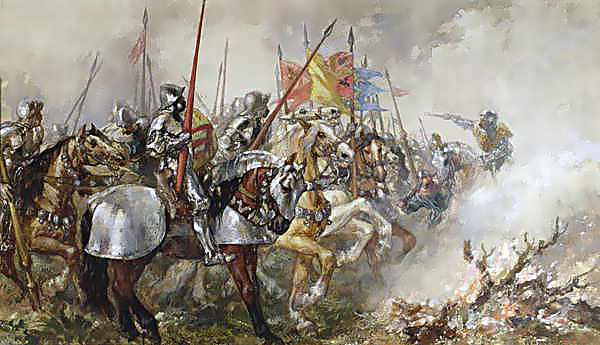
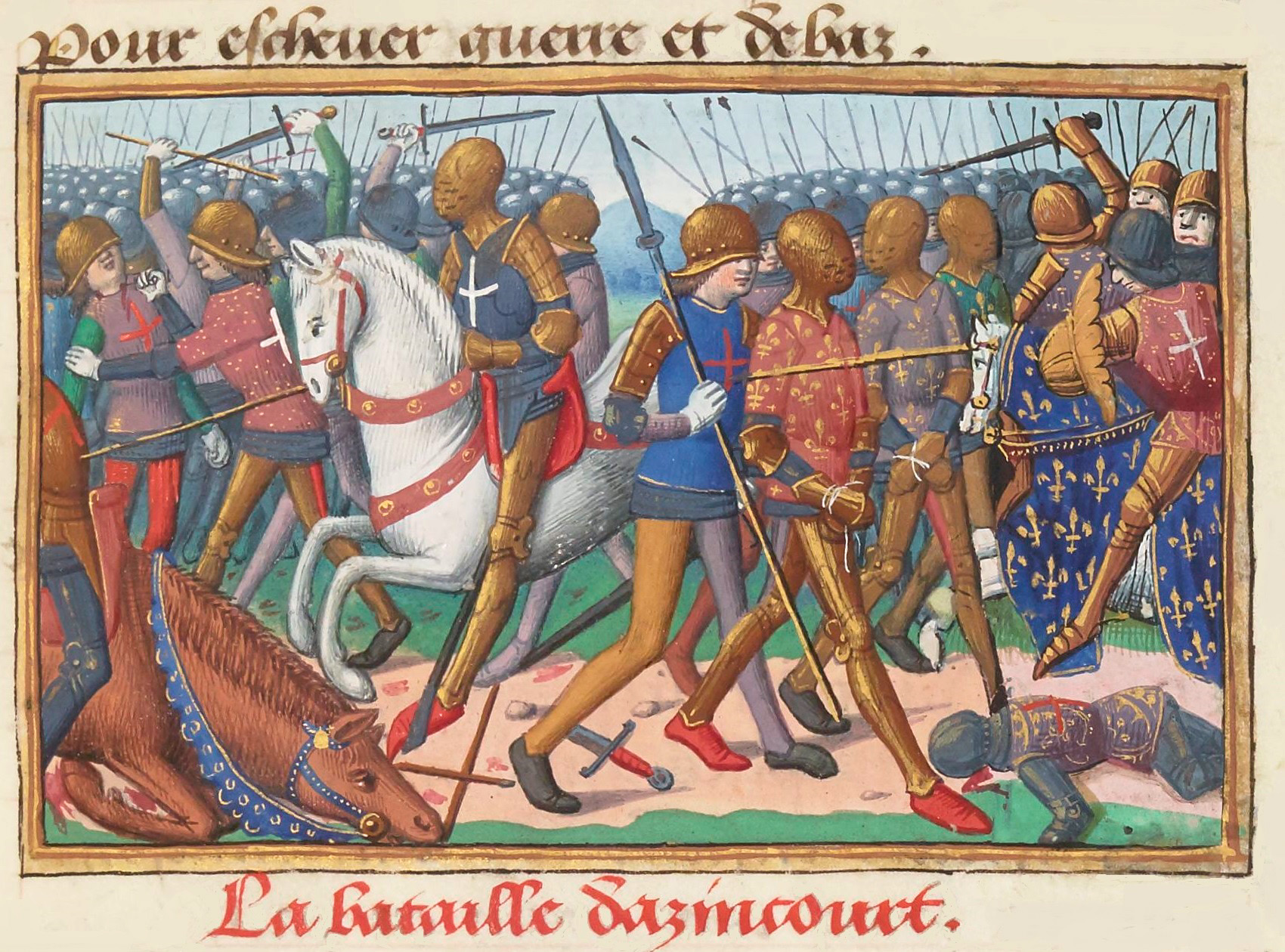
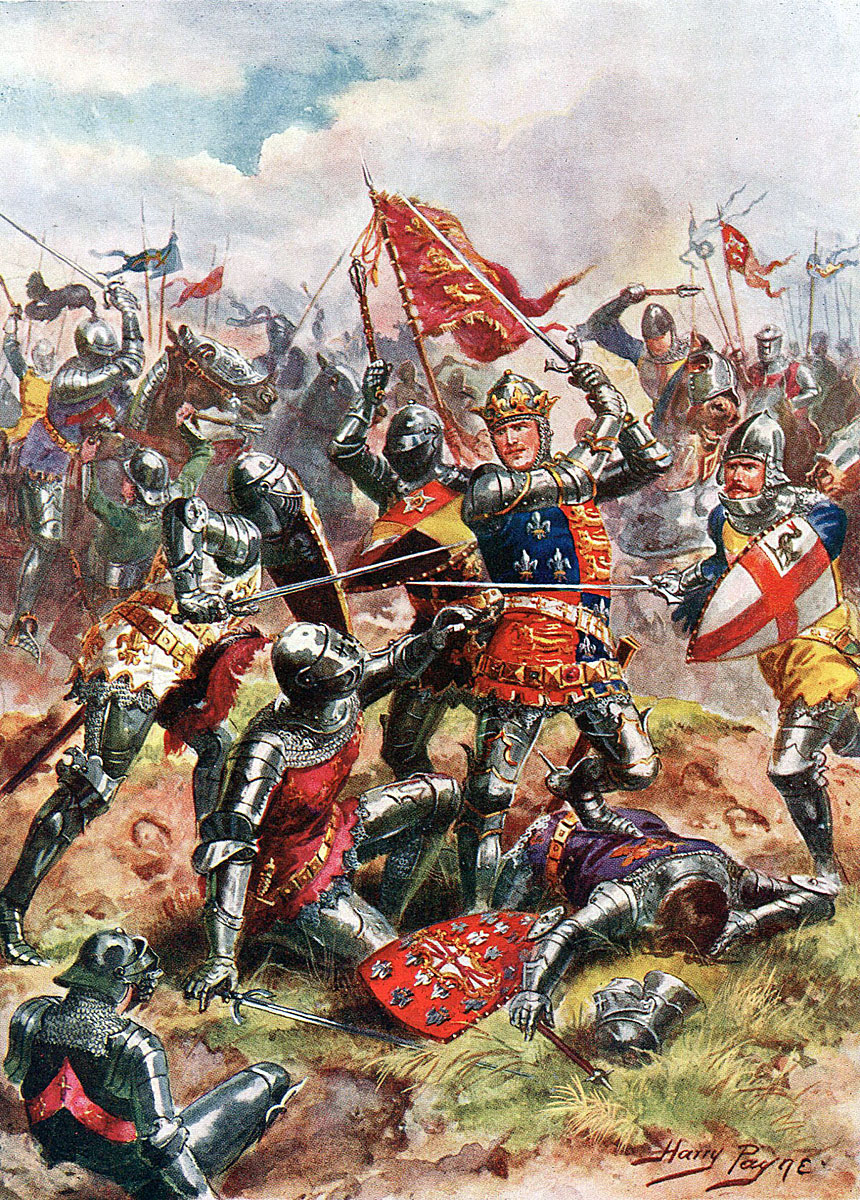
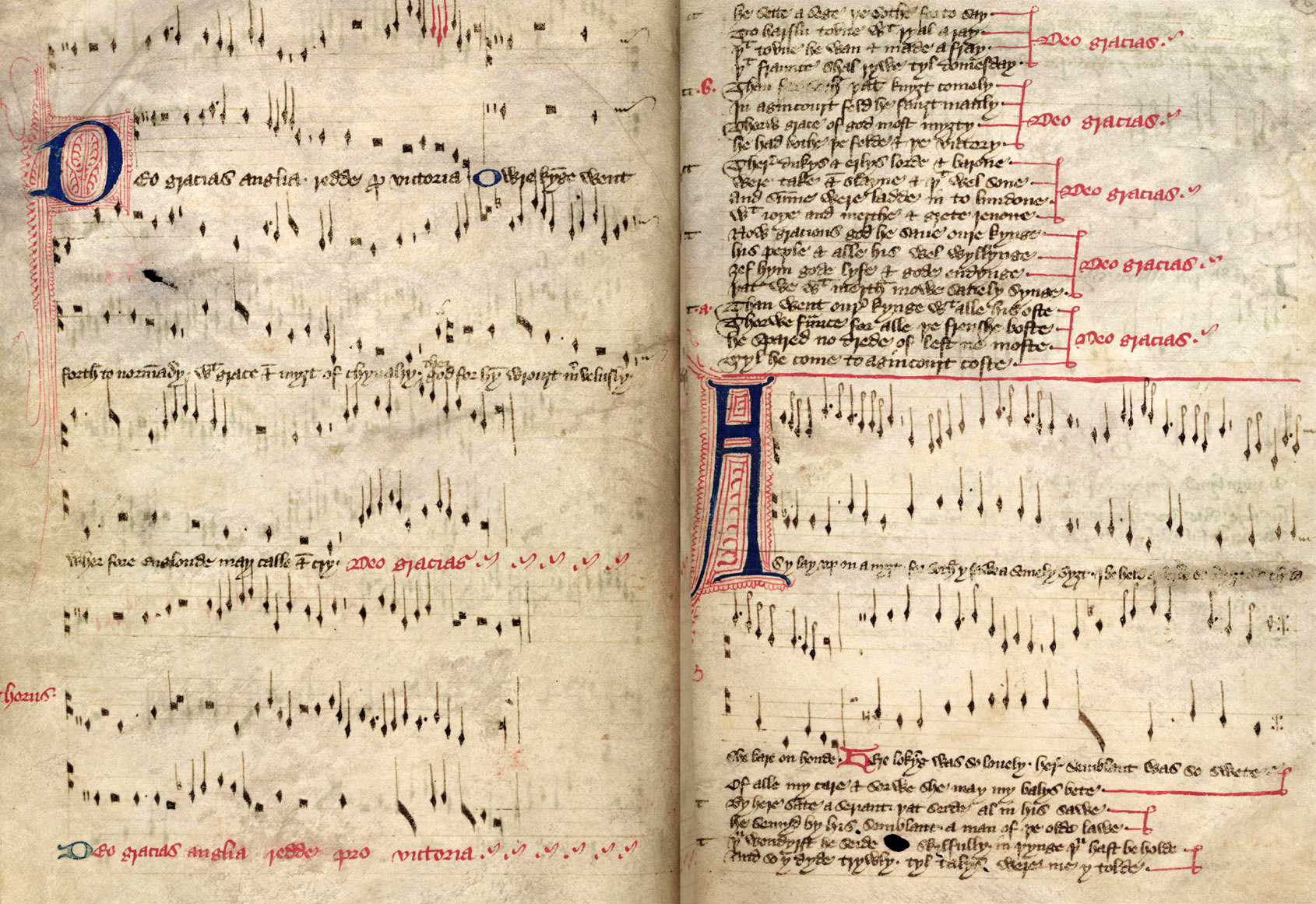
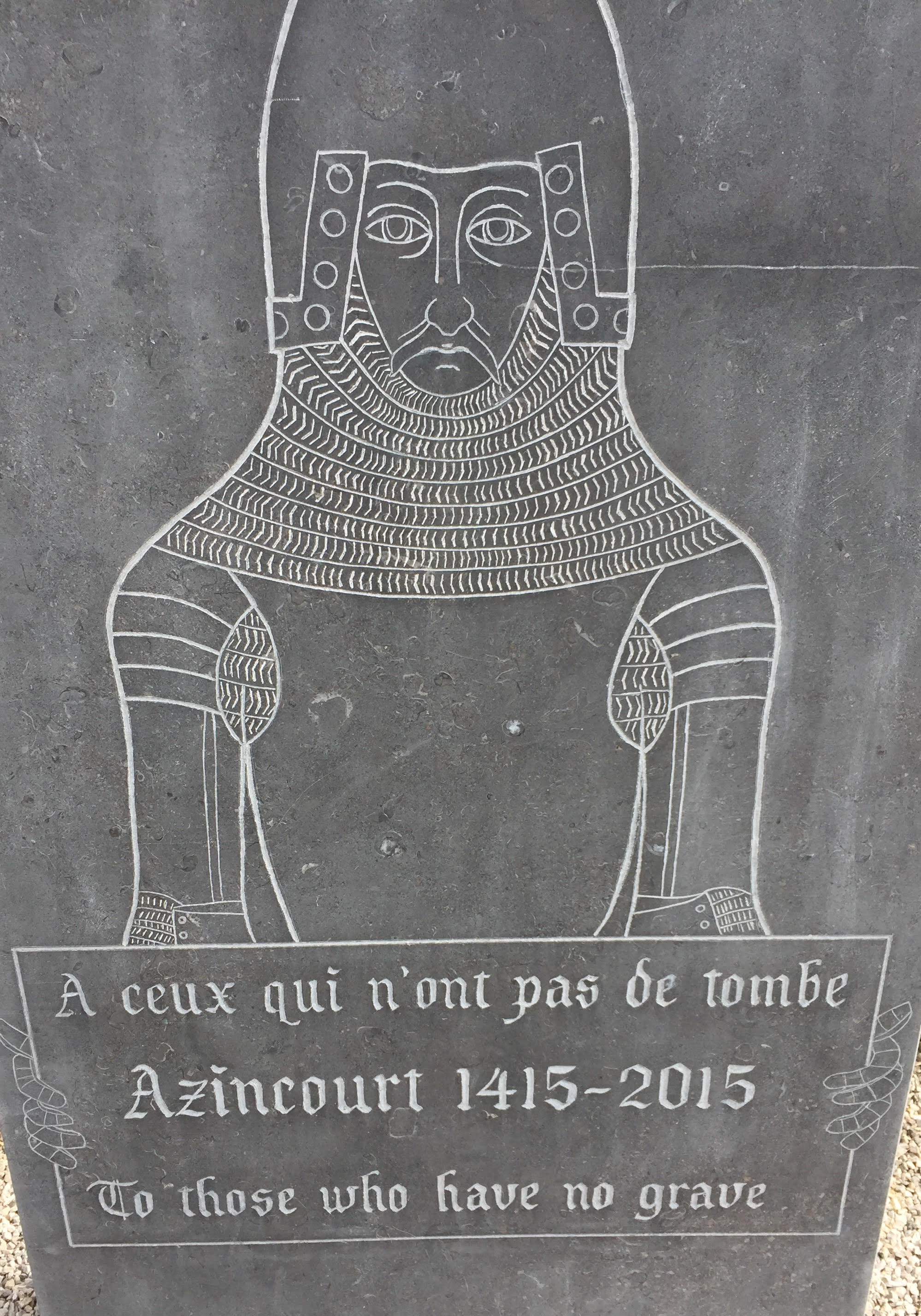